# Seznam škotskih kartografov
Seznam škotskih kartografov.

## B
- John Bartholomew
- John George Bartholomew

## G
- Robert Gordon Straloški

## M
- Colin Mackenzie

## O
- John Ogilby

## R
- Thomas Richardson (katograf)
- William Roy